# Жджари
Жджари (пол. Zdziary) — село на Закерзонні в Польщі, у гміні Яроцин Ніжанського повіту Підкарпатського воєводства.
Населення — 584 особи (2011).

## Історія
Після анексії поляками Галичини західне Надсяння півтисячоліття піддавалось інтенсивній латинізації та полонізації.
У 1831 р. в селі було 47 греко-католиків, які належали до парафії Дубрівка Каньчузького деканату Перемишльської єпархії. На той час унаслідок насильної асиміляції українці західного Надсяння опинилися в меншості.
Відповідно до «Географічного словника Королівства Польського» в 1895 р. Жджари знаходились у Нисківському повіті Королівства Галичини та Володимирії Австро-Угорщини, у селі було 49 будинків і 282 мешканці, з них 242 римо-католики, 21 греко-католик і 9 юдеїв. Шематизм того року фіксує 40 греко-католиків.
У 1939 р. село входило до ґміни Яроцин Нисківського повіту Львівського воєводства Польщі, у селі проживало 60 українців-грекокатоликів, які належали до греко-католицької парафії Дубрівка Лежайського деканату Перемишльської єпархії.. Через свою нечисленність вони не могли протистояти антиукраїнському терору під час і після Другої світової війни.
У 1975—1998 роках село належало до Тарнобжезького воєводства.

## Демографія
Демографічна структура станом на 31 березня 2011 року:
|          | Загалом | Допрацездатний вік | Працездатний вік | Постпрацездатний вік |
| -------- | ------- | ------------------ | ---------------- | -------------------- |
| Чоловіки | 285     | 53                 | 218              | 14                   |
| Жінки    | 299     | 71                 | 171              | 57                   |
| Разом    | 584     | 124                | 389              | 71                   |

## Прихід
Кількість греко-католиків у селі: 1831—47, 1842—57, 1849—57, 1873—8, 1889—15, 1899—37, 1913—41, 1939—60.